# Alive (Pearl Jam)
Alive è un brano dei Pearl Jam. Estratta dal loro album di debutto, Ten, fu pubblicato come singolo nel Regno Unito nel 1991.

## Descrizione
Il singolo entrò in classifica nel Regno Unito nella posizione 16 della classifica Mainstream Rock Tracks di Billboard),  (il singolo era disponibile soltanto attraverso l'importazione dagli Stati Uniti). La parte musicale della canzone fu scritta dal chitarrista Stone Gossard, mentre il testo venne scritto da Eddie Vedder mentre faceva il benzinaio a San Diego, California.
La canzone fu suonata al Saturday Night Live nell'aprile del 1992, durante la promozione di Ten. È stata inclusa nella raccolta Rearviewmirror: Greatest Hits 1991-2003.
Prima che il singolo fosse messo in commercio, Alive fu pubblicata su un cd promozionale e una cassetta con variazioni sulle canzoni e b-sides diverse. Mentre Wash fu anche la b-side sulla versione messa in commercio, I've Got a Feeling era disponibile solo su questa versione dell'EP. L'assolo di chitarra di Alive, inoltre, era differente dalla versione di Ten, assieme anche ad altre differenze.

## Video musicale
Il video di Alive fu registrato il 3 agosto 1991 durante il concerto all'RKCNDY a Seattle. Fu diretto da Josh Taft, un amico di infanzia di Stone Gossard, che dopo dirigerà i video di Even Flow e Oceans. Dave Abbruzzese non ancora batterista del gruppo, fu ripreso nel video in quanto era presente nel pubblico. Fu il primo incontro con il gruppo dopo essere giunto dal Texas. Fu raccomandato per la band da Matt Chamberlain, che sta dietro la batteria nel video di Alive. Questo fu nominato come Best Alternative Video agli MTV Video Music Awards, ma questo fu vinto da Smells Like Teen Spirit dei Nirvana.

## Tracce
CD-Single (Epic 657 572 2 (Sony)
1. Alive – 5:40 – Vedder, Gossard
2. Once – 3:51 – Vedder, Gossard
3. Wash[8] – 3:34 – Gossard, Ament, McCready, Krusen, Vedder

## Classifiche
| Classifica (1991) | Posizione raggiunta |
| ----------------- | ------------------- |
| Australia         | 9                   |
| Regno Unito       | 16                  |
| Paesi Bassi       | 19                  |
| Nuova Zelanda     | 20                  |